# (468337) 2016 EN36
(468337) 2016 EN36 es un asteroide perteneciente al cinturón de asteroides, descubierto el 14 de diciembre de 2006 por el equipo Spacewatch desde el Observatorio Nacional de Kitt Peak (Arizona, Estados Unidos).